# Union Township (comté de Livingston, Illinois)
Pour les articles homonymes, voir Union Township.
Union Township est un township du comté de Livingston dans l'Illinois, aux États-Unis,.

### Source de la traduction
- (en) Cet article est partiellement ou en totalité issu de l’article de Wikipédia en anglais intitulé « Union Township, Livingston County, Illinois » (voir la liste des auteurs).